# På sangens vinger
På sangens vinger är ett musikalbum med Øystein Sunde, utgivet som LP och kassett av skivbolaget Norsk Phonogram Philips 27 september 1976. Albumet återutgavs som LP och CD av Spinner Records 2012.

## Låtlista
Sida 1
1. "Vippetangen konditori" – 2:38
2. "Den store telefonkatastrofen" ("Creeque Alley" – John Phillips/Michelle Phillips) – 5:13
3. "Det ække lett å værra kuul" ("It Does Not Pay To Be Hip" – Shel Silverstein) – 2:39
4. "Plukke, plukke, plukke" ("Pickie, Pickie, Pickie – Jerry Reed) – 2:03
5. "Blues for en god venn" – 3:03

Sida 2
1. "Hei, Henry Ford" ("Lord, Mr. Ford" – Dick Feller) – 2:32
2. "Kjepper i romjula" ("You Can't Rollerskate in a Buffalo Herd – Roger Miller) – 2:32
3. "På kne over fisketorget" ("Jerry’s Breakdown" – Jerry Reed) – 2:06
4. "Slektens sang" ("Slektens gang" – Ole Paus) – 3:00
5. "Onkel'n til Per-Erik" ("Lady Madonna" – John Lennon/Paul McCartney) – 1:48
6. "De hebraiske alper" ("Black Mountain Rag" – trad.) – 1:30
7. "Nå er cupfinalen over" ("Samba de Uma Nota Só" – Antônio Carlos Jobim) – 2:04

- Musik av Øystein Sunde där inget annat anges.
- Norska texter av Øystein Sunde.

## Medverkande
Musiker
- Øystein Sunde – sång, gitarr, dobro, basgitarr, arrangement
- Terje Venaas, Bjørn Jacobsen – kontrabas
- Trond Øverland – basgitarr, synthesizer, piano (på "Onkel'n til Per-Erik")
- Pete Knutsen, Egil Kapstad – piano
- Svein Christiansen, Svein-Erik Gaardvik – trummor
- Nils Petter Nyrén – elektrisk gitarr (på "Vippetangen konditori")
- Fred Nøddelund – trumpet (på "Slektens sang")
- Arild Andersen – kontrabas (på "Nå er cupfinalen over")
- Ole Paus – telefonterror och kör (på "Den store telefonkatastrofen"), "den strenge fader" på ("Slektens sang")
- Marit Syversen – telefondam (på "Den store telefonkatastrofen")

Produktion
- Øystein Sunde – musikproducent
- Mikkel Aas – musikproducent
- Inge Holst Jacobsen – ljudtekniker
- Knut Harlem – omslagsdesign, omslagskonst
- Tomas Siqveland, Rune Johansen – remastering (2012)
- Magnus Grønli – digitalisering av omslag (2012)